# Pia (waluta)
Pia – zdawkowa jednostka monetarna używana w Mjanmie. Sto pia równe jest jednemu kiatowi.
W 1949 wydano kwadratowe miedzioniklowe monety o nominale 2 pia. Odpowiadały one wówczas 1/32 rupii birmańskiej.
Po wprowadzeniu kiata i decymalizacji waluty, wyemitowano cztery serie monet, których nominały wyrażone były w pia:
- 1952–1966 – 1, 5, 10, 25 i 50 pia przedstawiające na awersie lwa Chinthe,
- 1966 – 1, 5, 10, 25 i 50 pia przedstawiające na awersie generała Aung Sana,
- 1975–1987 – 5, 10, 25 (w dwóch wersjach – okrągłej i sześciokątnej) i 50 pia przedstawiające na awersie ryż,
- 1991 – 10, 25 i 50 pia, wzoru jak wyżej, ale ze zmienioną nazwą państwa.

W 1994 Centralny Bank Mjanmy wyemitował niedatowany banknot o nominale 50 pia.